# Communauté de communes du Pays de Tarare

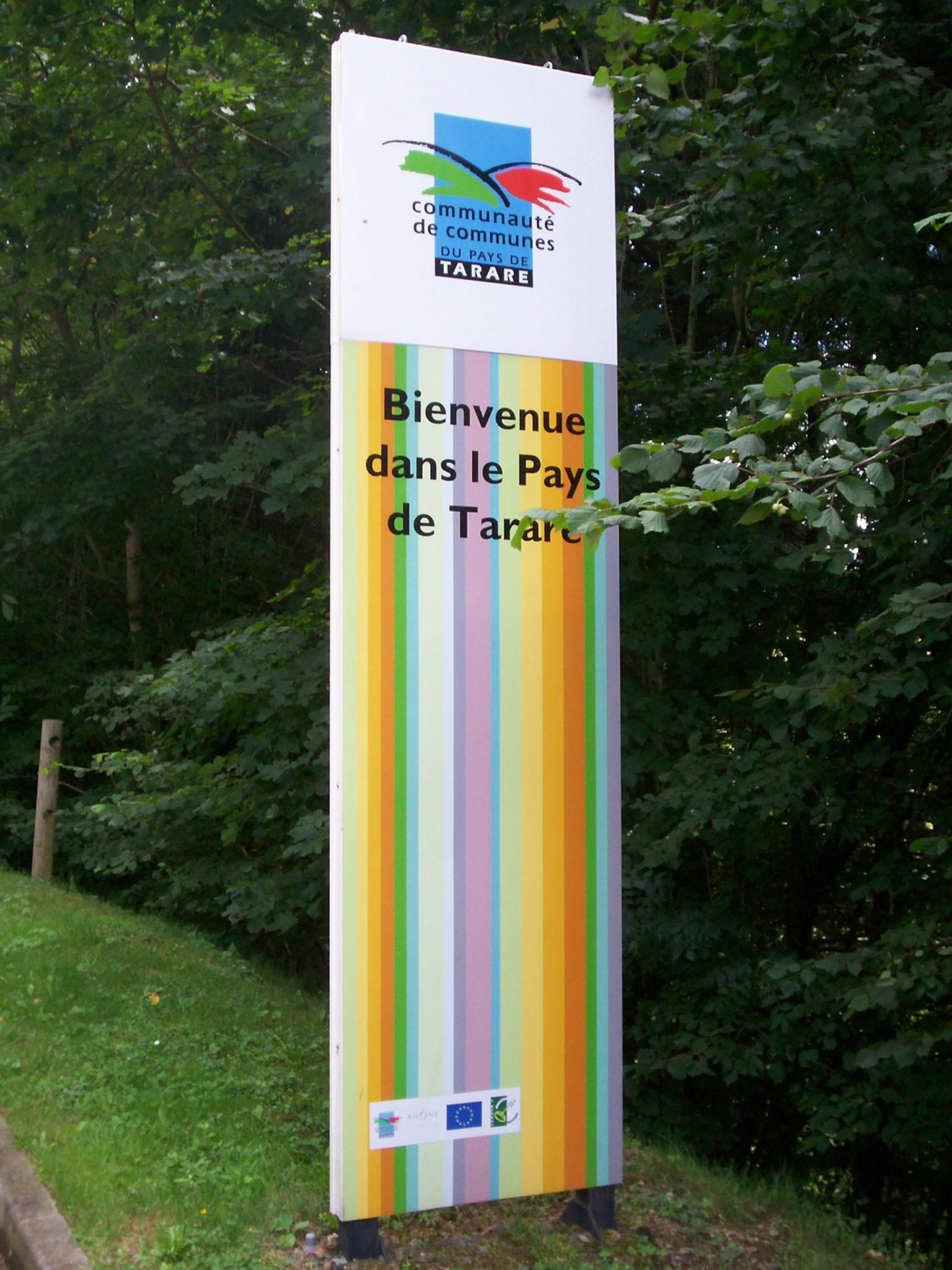
Begrüßungsschild des Gemeindeverbands

Die  Communauté de communes du Pays de Tarare war ein französischer Gemeindeverband mit Rechtsform einer Communauté de communes im Département Rhône und der Region Rhône-Alpes. Er wurde am 22. Dezember 1995 gegründet und fusionierte zum Jahreswechsel 2013/14 mit zwei weiteren Gemeindeverbänden zur neuen Communauté d’agglomération de l’Ouest Rhodanien.

## Mitglieder
- Affoux
- Ancy
- Dareizé
- Dième
- Joux
- Les Olmes
- Pontcharra-sur-Turdine
- Saint-Appolinaire
- Saint-Clément-sur-Valsonne
- Saint-Forgeux
- Saint-Loup
- Saint-Marcel-l’Éclairé
- Saint-Romain-de-Popey
- Les Sauvages
- Tarare
- Valsonne

## Quelle
- Le SPLAF – Website zur Bevölkerung und Verwaltungsgrenzen in Frankreich (französisch)